# Quinn Ewers
Quinn Tucker Ewers (San Antonio, 15 marzo 2003) è un giocatore di football americano statunitense che milita nel ruolo di quarterback per i Miami Dolphins della National Football League (NFL).

## Primi anni
Ewers è nato il 15 marzo 2003 a San Antonio in Texas. È cresciuto a Southlake e ha frequentato la Carroll High School, dove ha iniziato a giocare a football americano sotto la guida dell'allenatore Riley Dodge, dopo aver giocato a baseball in precedenza. Gli è stata offerta una borsa di studio da Graham Harrell.

## Carriera universitaria

### Ohio State Buckeyes
Ewers si era iscritto ufficialmente all'Università di Ohio State nell'agosto 2021 e si unì ai Buckeyes. Ewers fece il suo debutto il 20 novembre 2021 contro i Michigan State Spartans.

### Texas Longhorns
Nel dicembre 2021, dopo essere entrato nel portale dei trasferimenti, Ewers annunciò che si sarebbe trasferito all'Università del Texas per giocare con i Longhorns. Fu nominato quarterback titolare all'inizio della stagione 2022. Nella finale della Big 12 Conference 2023 stabilì il record dell'evento per yard passate, venendo premiato come miglior giocatore dell'incontro.
Nella gara della stagione 2024 contro UTSA, Ewers subì un infortunio agli addominali nel secondo quarto, venendo sostituito da Arch Manning, il quale giocò bene, passando 4 touchdown più uno segnato su corsa. Il 19 settembre, il capo-allenatore Steve Sarkisian annunciò che Manning sarebbe partito come titolare al posto di Ewers nella gara successiva contro Louisiana–Monroe.

## Carriera professionistica

### Miami Dolphins
Ewers fu scelto nel corso del settimo giro (231º assoluto) del Draft NFL 2025 dai Miami Dolphins.

## Vita privata
Ewers è stato il primo atleta dilettante a firmare un contratto di nome, immagine e somiglianza (NIL) dal valore di oltre 1 milione di dollari. Ewers è uno degli atleti della copertina del videogioco EA Sports College Football 25 insieme a Donovan Edwards e Travis Hunter.